# Obando (kommunhuvudort)
Obando är en kommunhuvudort i Colombia.   Den ligger i departementet Valle del Cauca, i den centrala delen av landet, 210 km väster om huvudstaden Bogotá. Obando ligger 932 meter över havet och antalet invånare är 7 298.
Terrängen runt Obando är platt västerut, men österut är den kuperad. Terrängen runt Obando sluttar västerut. Runt Obando är det ganska tätbefolkat, med 124 invånare per kvadratkilometer. Närmaste större samhälle är La Unión, 15,1 km väster om Obando. Omgivningarna runt Obando är en mosaik av jordbruksmark och naturlig växtlighet.